# Бекард зелений
Бекард зелений (Pachyramphus viridis) — вид горобцеподібних птахів родини бекардових (Tityridae).

## Поширення
Вид поширений в Південній Америці. Трапляється на сході та півдні Бразилії, в Болівії, Парагваї, Уругваї та на півночі Аргентини. Підвид P. v. griseigularis, що поширений у Венесуелі, Гаяні та на півночі Бразилії, інколи виділяється в окремий вид. Його природним середовищем існування є субтропічні або тропічні вологі низинні ліси та субтропічні або тропічні вологі гірські ліси.

## Підвиди
Таксон включає три підвиди:
- Pachyramphus viridis griseigularis Salvin & Godman, 1883 — південний схід Венесуели, Гаяна і локально на півночі Бразилії (по річці Тапажос, на обох берегах річки Амазонки на острові Маражо).
- Pachyramphus viridis viridis (Vieillot, 1816) — північний схід, центральний захід та південь Бразилії, схід та південь Болівії, Парагвай, північ Аргентини, північ та схід Уругваю.
- Pachyramphus viridis peruanus Hartert & Goodson, 1917 — центральна частина і південний схід Перу і крайній захід Бразилії.